# Loja (Spanien)
Loja ist eine südspanische Stadt und eine Gemeinde (municipio) mit insgesamt 20.846 Einwohnern (Stand: 2024) im Westen der Provinz Granada in der Autonomen Region Andalusien. Aufgrund zahlreicher erhaltener Bauten der mittelalterlichen und frühneuzeitlichen Geschichte ist der historische Stadtkern als nationales Kulturgut (Bien de Interés Cultural) in der Kategorie Conjunto histórico-artístico anerkannt worden.

## Lage und Klima
Die in einen alten Ortskern und mehrere Neubauquartiere gespaltene Stadt Loja liegt am Río Genil in einer Höhe von ca. 450 m. Die Provinzhauptstadt Granada befindet sich ca. 56 km (Fahrtstrecke) östlich; bis zur Mittelmeerküste bei Málaga sind es ca. 77 km in südwestlicher Richtung. Das Klima im Winter ist gemäßigt, im Sommer dagegen warm bis heiß; die Niederschlagsmengen (ca. 535 mm/Jahr) fallen – mit Ausnahme der nahezu regenlosen Sommermonate – verteilt übers ganze Jahr.

## Bevölkerungsentwicklung
| Jahr      | 1857   | 1900   | 1950   | 2000   | 2020   |
| Einwohner | 17.128 | 19.198 | 30.261 | 19.700 | 20.419 |

Die Mechanisierung der Landwirtschaft, die Aufgabe bäuerlicher Kleinbetriebe („Höfesterben“) und der daraus resultierende Verlust von Arbeitsplätzen auf dem Lande haben in der zweiten Hälfte des 20. Jahrhunderts zu einem deutlichen Rückgang der Bevölkerung geführt. Die Gemeinde ist das Zentrum von ca. 20 Dörfern (aldeas) und Weilern (pedanías) sowie von zahlreichen verstreut liegenden Einzelgehöften (fincas).

## Wirtschaft
Die Bewohner früherer Zeiten lebten zumeist als Selbstversorger von den Erträgen ihrer Felder und Hausgärten. Außerdem betrieben sie in geringem Umfang auch Viehzucht (v. a. Schafe, Ziegen und Schweine); Esel wurden als Tragtiere gehalten. Dieser Zustand wandelte sich erst mit dem Ausbau der Infrastruktur im 20. Jahrhundert. Heute dominieren Olivenbaumplantagen; daneben spielt auch der Anbau von Spargel (esparrago) eine wichtige Rolle im Wirtschaftsleben der Stadtgemeinde. Im Ort selbst haben sich Kleinhändler, Handwerker und Dienstleistungsbetriebe aller Art angesiedelt.

## Geschichte
Die Gegend um Loja war schon lange von Menschen genutzt, bevor eine kleine römische Siedlung auf dem Burgfelsen (alcazaba) mit Namen Tricolia entstand. In arabisch-maurischer Zeit entstand hier ein von einer Burg (castillo) gesicherter größerer Ort mit Namen Lawša, der – als Grenzort des Nasridenreichs – in der Zeit der Reconquista von den Truppen Ferdinands III. im Jahr 1225 teilweise zerstört wurde, bevor er im Jahr 1486 endgültig in die Hände der Christen fiel. Mit dem Alhambra-Edikt (1492) der Katholischen Könige begann die Vertreibung der Juden; in den Jahren um 1610 wurden die letzten Muslime (Morisken) ebenfalls ausgewiesen. Als Folge dieser Ereignisse und des Moriskenaufstands des Jahres 1568 verlor der Ort einen Großteil seiner Einwohner, so dass er mit Christen aus dem Norden und Süden der Iberischen Halbinsel wiederbesiedelt werden musste (repoblación).

## Sehenswürdigkeiten

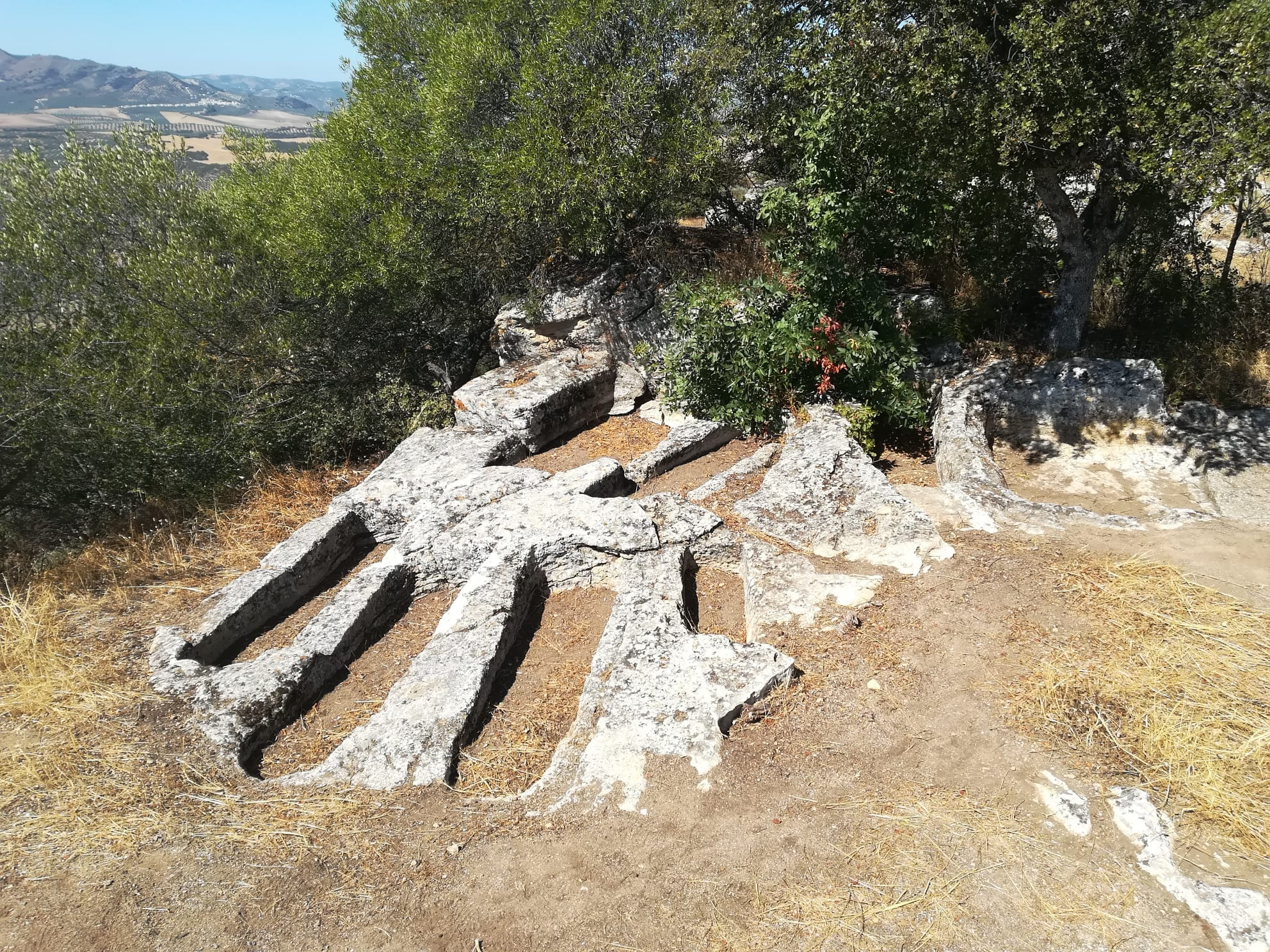
Westgotische Nekropole von Torre de la Martilla

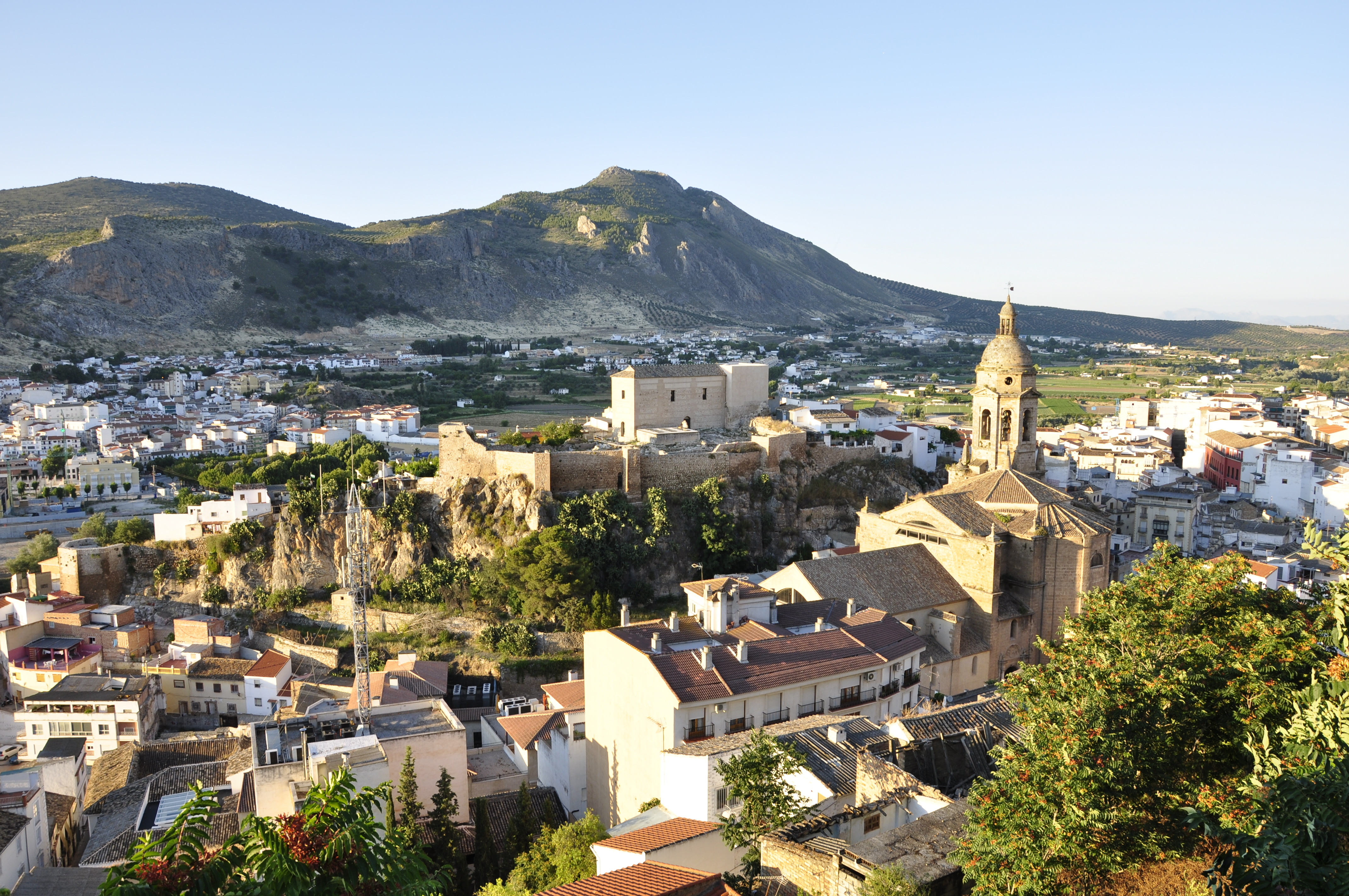
Alcazaba-Felsen und Iglesia de la Encarnación

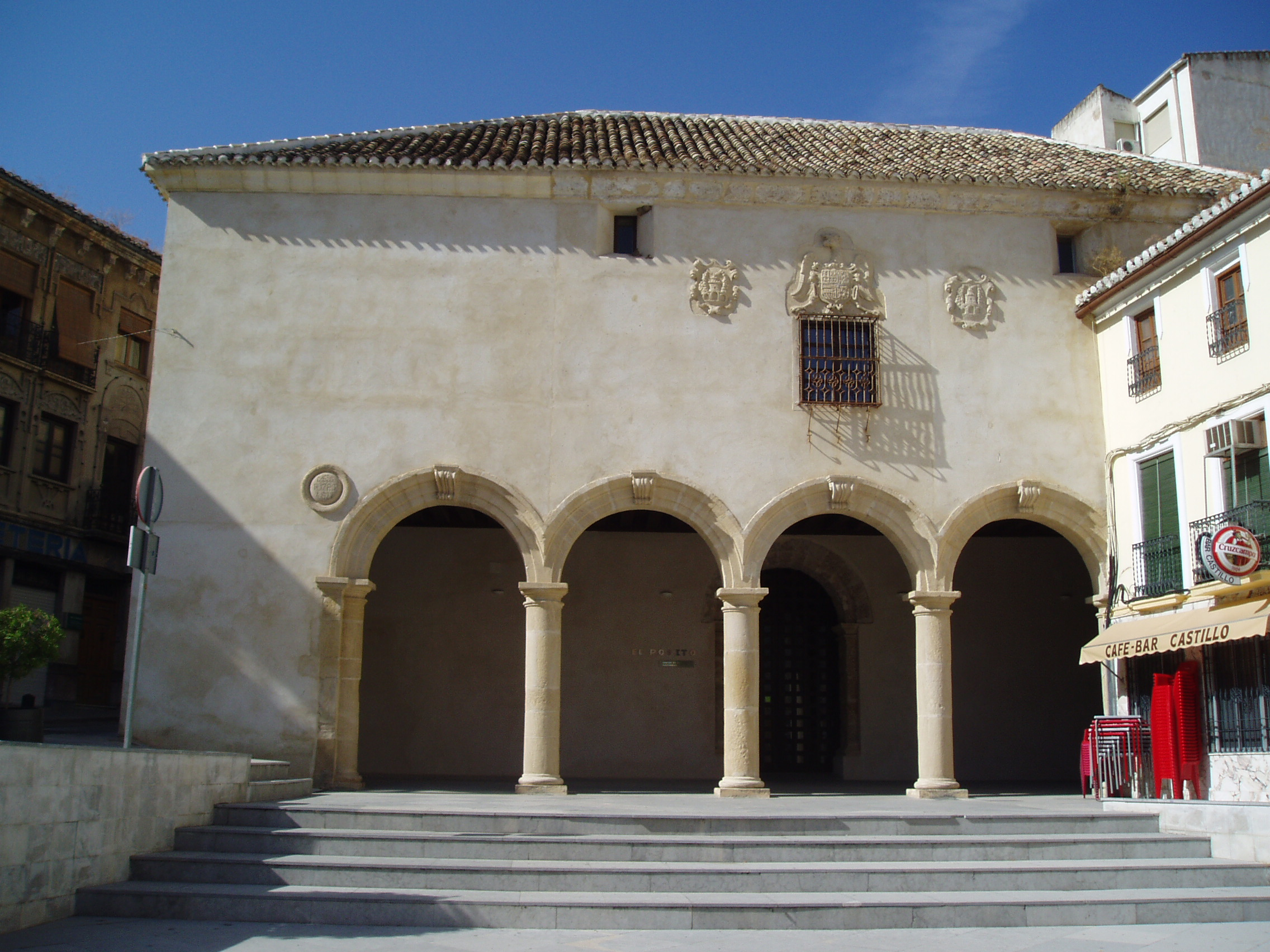
Kornspeicher (pósito)

- Westgotische Nekropole von Torre de la Martilla
- Auf dem Alcazaba-Felsen sind noch große Teile des arabisch-berberischen Mauergevierts, des Bergfrieds (torre del homenaje) und der Zisternen (aljibes) erhalten. Das im Mudéjar-Stil erbaute zweigeschossige Gebäude im Zentrum der Anlage, der sog. Caserón de los Alcaides, stammt aus dem frühen 17. Jahrhundert; heute befindet sich hier das Stadtmuseum (Museo Histórico Municipal).
- Die einschiffige aber mit Seitenkapellen ausgestattete Iglesia de la Encarnación ist wegen ihres imposanten und von einer Laterne überhöhten barocken Glockenturms (campanario) weithin sichtbar. Mit ihrem Bau wurde im Jahr 1491 begonnen; er wurde jedoch erst im 18. Jahrhundert abgeschlossen. Die Apsis bildet zusammen mit den Querhausarmen einen Dreikonchenchor; das deutlich niedrigere Langhaus wird von Schwibbögen überspannt und ist mit Holzdecken gedeckt.
- Eine weitere markante Kirche ist die Iglesia de San Gabriel aus dem 16. Jahrhundert mit ihrem hübschen Renaissance-Portal.
- Ebenfalls aus dem 16. Jahrhundert stammen der Klarissenkonvent (Convento de Santa Clara) und der Franziskanerkonvent (Convento de San Francisco de Asís).
- Mehrere Kapellen (ermitas) bereichern das Ortsbild.
- Der städtische Kornspeicher (pósito) mit seinem vierbogig geöffneten Erdgeschoss und darüber angeordneten Wappenschilden stammt aus der Zeit um 1535.
- Das Mausoleo de Narváez erinnert an den im Jahr 1868 verstorbenen Politiker und Militär Ramón María Narváez.
- Die Puente del Gran Capitán genannte Brücke existierte bereits in maurischer Zeit. Sie wurde jedoch im Jahr 1486 neugebaut und im Verlauf ihrer Geschichte wiederholt ausgebessert.

Riofrío
- Beim etwa 9 km westlich gelegenen Weiler Riofrío quert eine dreibogige mittelalterliche Brücke den gleichnamigen Bach.

Umgebung
- Ca. 23 km (Fahrtstrecke) nordwestlich von Loja befindet sich die jungsteinzeitliche (evtl. auch kupferzeitliche) Nekropolis der Sierra Martilla.[4]

## Persönlichkeiten
- Ibn al-Chaṭīb (1313–1374), Dichter und Chronist, starb in Fès, Marokko
- Morayma (1467–1493), Tochter des nasridischen Gouverneurs von Loja und Lieblingsfrau des letzten Sultans von Granada, Boabdil, starb in Láujar de Andarax in den Alpujarras
- Alonso de Mercadillo (?–1560), Konquistador und Gründer der Städte Loja, Zaruma und Zamora im Süden Ecuadors
- Alonso de Montúfar (1489–1579), 2. Erzbischof von Mexiko-Stadt
- Ramón María Narváez (1800–1868), Militär und Politiker